# Saison 1 de La Vie secrète d'une ado ordinaire
Chronologie
Saison 2
Cet article présente le guide des épisodes de la première saison de la série télévisée La Vie secrète d'une ado ordinaire (The Secret Life of the American Teenager).

## Généralités
- Aux États-Unis, la diffusion des dix premiers épisodes de la série a débuté le 1er juillet 2008 sur ABC Family[1]. Après la diffusion du troisième épisode, la série a été renouvelée pour treize épisodes additionnels[2]. Conséquemment, onze épisodes ont été diffusés durant l'été et les 12 épisodes restants à l'hiver.
- Au Canada, la saison a débuté le 3 septembre 2008 sur Citytv[3], mais est disparue de l'horaire à l'hiver[4]. La chaîne MuchMusic a repris les droits, rediffusé les onze premiers épisodes à partir du 30 novembre 2009 avant d'entamer la diffusion des épisodes inédits à partir du 7 décembre 2009[5].
- En France, elle est diffusée depuis le 2 juin 2009 sur Canal+ Family.
- En Suisse, depuis le 6 mars 2010 sur TSR1[6]
- Au Québec, elle est diffusée sur VRAK.TV depuis le 23 août 2010[7].

## Distribution

### Acteurs principaux
- Shailene Woodley (VF : Jessica Monceau) : Amy Juergens
- Ken Baumann (VF : Thomas Sagols) : Benjamin « Ben » Boykewich
- Mark Derwin (en) (VF : Pascal Germain) : George Juergens : père d'Amy, Ashley et Robert
- India Eisley (VF : Camille Donda) : Ashley Juergens
- Greg Finley (VF : Fabrice Fara) : Jack Pappas
- Daren Kagasoff (VF : Alexis Tomassian) : Richard « Ricky » Underwood
- Jorge-Luis Pallo (en) (VF : Xavier Fagnon) : Marc Molina
- Megan Park (VF : Karine Foviau) : Grace Kathleen Bowman
- Francia Raisa (VF : Marie Tirmont) : Adriana « Adrian » Lee
- Molly Ringwald (VF : Juliette Degenne) : Anne Juergens, mère d'Amy, Ashley et Robert

### Acteurs récurrents
- Renee Olstead (VF : Caroline Pascal) : Madison Cooperstein
- Camille Winbush (VF : Chantal Baroin) : Lauren Treacy
- Josie Bissett (VF : Isabelle Maudet) : Kathleen Bowman
- John Schneider (VF : Nicolas Marié) : Dr Marshall Bowman
- Luke Zimmerman (VF : Yannick Blivet) : Tom Bowman
- Amy Rider (VF : Geneviève Doang) : Alice Valko
- Allen Evangelista (VF : Alexandre Nguyen) : Henry Miller
- Ernie Hudson (VF : Daniel Beretta) : Dr Ken Fields
- Andrew McFarlane (VF : Taric Mehani) : Jason Treacy
- Paola Turbay (VF : Gaëlle Savary) : Cindy Lee
- Gia Mantegna (VF : Alice Taurand) : Patty
- Chasen Joseph Schneider (VF : Janieck Blanc) : Joe Hampton
- L. Scott Caldwell (VF : Françoise Vallon) : Margaret Shakur
- Tom Virtue (VF : Michel Voletti) : le révérend Sam Stone
- Alex Boling (VF : Fabien Jacquelin) : Donovan
- Alice Hirson (VF : Nicole Favart) : Mimsy Scott Levy
- Philip Anthony-Rodriguez (VF : Bruno Choël) : Ruben Enriquez
- Jennifer Coolidge (VF : Laurence Crouzet) : Betty
- Brian George (VF : Claude Larry) : Dr Sanjay Shakur
- R.J. Cantu (VF : Benjamin Tribes) : Mac
- Larry Sullivan (VF : Laurent Morteau) : Leon
- Little JJ (VF : Tony Marot) : Duncan
- Bianca Lawson (VF : Fily Keita) : Shawna
- Zachary Abel (VF : Damien Ferrette) : Max
- Michelle Marks (VF : Philippa Roche) : Tammy
- Jared Kusnitz (VF : Maël Davan-Soulas (saison 1) puis Anatole Thibault) : Toby
- Ben Weber (VF : Marc Perez) : David Johnson

## Épisodes

### Épisode 1:Premier amour
- États-Unis : 1er juillet 2008 sur ABC Family[1]
- Canada : 3 septembre 2008 sur Citytv[3]
- France : 27 juin 2013 sur Chérie 25
- Suisse : 6 mars 2010 sur TSR1[6]
- Québec : 23 août 2010 sur VRAK.TV

### Épisode 2:Erreur d'un soir
- États-Unis : 8 juillet 2008 sur ABC Family
- France : 27 juin 2013 sur Chérie 25
- Québec : 30 août 2010 sur VRAK.TV

### Épisode 3:Premières nausées
- États-Unis : 15 juillet 2008 sur ABC Family
- France : 4 juillet 2013 sur Chérie 25
- Québec : 6 septembre 2010 sur VRAK.TV

### Épisode 4:La Vidéo scandale
- États-Unis : 22 juillet 2008 sur ABC Family
- France : 4 juillet 2013 sur Chérie 25
- Québec : 13 septembre 2010 sur VRAK.TV

### Épisode 5:Une décision douloureuse
- États-Unis : 29 juillet 2008 sur ABC Family
- France : 13 septembre 2009 sur Canal+ Family
- Québec : 20 septembre 2010 sur VRAK.TV

### Épisode 6:La Demande en mariage
- États-Unis : 5 août 2008 sur ABC Family
- France : 20 septembre 2009 sur Canal+ Family
- Québec : 27 septembre 2010 sur VRAK.TV

### Épisode 7:La Fuite
- États-Unis : 12 août 2008 sur ABC Family
- France : 20 septembre 2009 sur Canal+ Family
- Québec : 4 octobre 2010 sur VRAK.TV

### Épisode 8:La Visite
- États-Unis : 19 août 2008 sur ABC Family
- France : 27 septembre 2009 sur Canal+ Family
- Québec : 11 octobre 2010 sur VRAK.TV

### Épisode 9:Tranches de vie
- États-Unis : 26 août 2008 sur ABC Family
- France : 27 septembre 2009 sur Canal+ Family
- Québec : 18 octobre 2010 sur VRAK.TV

### Épisode 10:Retour au lycée
- États-Unis : 2 septembre 2008 sur ABC Family
- France : 4 octobre 2009 sur Canal+ Family
- Québec : 25 octobre 2010 sur VRAK.TV

### Épisode 11:Savoir dire non
- États-Unis : 9 septembre 2008 sur ABC Family
- France : 4 octobre 2009 sur Canal+ Family
- Québec : 1er novembre 2010 sur VRAK.TV

### Épisode 12:Le Mariage
- États-Unis : 5 janvier 2009 sur ABC Family[8]
- France : 2 mars 2010 sur Canal+ Family
- Québec : 8 novembre 2010 sur VRAK.TV

### Épisode 13:Les Aveux
- États-Unis : 12 janvier 2009 sur ABC Family
- France : 2 mars 2010 sur Canal+ Family
- Québec : 15 novembre 2010 sur VRAK.TV

### Épisode 14:Père et fils
- États-Unis : 19 janvier 2009 sur ABC Family
- France : 9 mars 2010 sur Canal+ Family
- Québec : 22 novembre 2010 sur VRAK.TV

### Épisode 15:Trop c'est trop
- États-Unis : 26 janvier 2009 sur ABC Family
- France : 9 mars 2010 sur Canal+ Family
- Québec : 29 novembre 2010 sur VRAK.TV

- Bryan Callen : Bob Underwood
- Jackie Debatin : Veronica
- Bianca Lawson : Shawna

### Épisode 16:Adoption
- États-Unis : 2 février 2009 sur ABC Family
- France : 16 mars 2010 sur Canal+ Family
- Québec : 6 décembre 2010 sur VRAK.TV

- Zachary Abel : Max

### Épisode 17:Les Parents adoptifs
- États-Unis : 9 février 2009 sur ABC Family
- France : 16 mars 2010 sur Canal+ Family
- Québec : 13 décembre 2010 sur VRAK.TV

### Épisode 18:Réconciliation difficile
- États-Unis : 16 février 2009 sur ABC Family
- France : 23 mars 2010 sur Canal+ Family
- Québec : 20 décembre 2010 sur VRAK.TV

### Épisode 19:Un job à tout prix
- États-Unis : 23 février 2009 sur ABC Family
- France : 23 mars 2010 sur Canal+ Family
- Québec : 10 janvier 2011 sur VRAK.TV

- Mark L. Young : Thomas
- Ben Weber (en) : David Johnson
- Juan Carlos Cantu : Fernando

### Épisode 20:Encore une décision
- États-Unis : 2 mars 2009 sur ABC Family
- France : 30 mars 2010 sur Canal+ Family
- Québec : 17 janvier 2011 sur VRAK.TV

### Épisode 21:La Fête
- États-Unis : 9 mars 2009 sur ABC Family
- France : 30 mars 2010 sur Canal+ Family
- Québec : 24 janvier 2011 sur VRAK.TV

### Épisode 22:Souvenirs, souvenirs
- États-Unis : 16 mars 2009 sur ABC Family
- France : 6 avril 2010 sur Canal+ Family
- Québec : 31 janvier 2011 sur VRAK.TV

### Épisode 23:Un enfant nous est né
- États-Unis : 23 mars 2009 sur ABC Family
- France : 6 avril 2010 sur Canal+ Family
- Québec : 7 février 2011 sur VRAK.TV